# Avitta quadrilinealis
Avitta quadrilinealis är en fjärilsart som beskrevs av Moore 1867. Avitta quadrilinealis ingår i släktet Avitta och familjen nattflyn. Inga underarter finns listade i Catalogue of Life.